# Rovapäänlampi
Rovapäänlampi eller Rovapäälampi är en sjö i Finland. Den ligger i kommunen Sodankylä i landskapet Lappland, i den norra delen av landet, 900 km norr om huvudstaden Helsingfors. Rovapäänlampi ligger 259,9 meter över havet. Arean är 35,5 hektar och strandlinjen är 3,19 kilometer lång. Sjön  ingår i Kemi älvs huvudavrinningsområde.   Den ligger vid Rovapää.